# قرار مجلس الأمن التابع للأمم المتحدة رقم 826
قرار مجلس الأمن التابع للأمم المتحدة رقم 826، المتخذ بالإجماع في 20 أيار / مايو 1993، بعد التذكير بالقرارات 668 (1990)، 745 (1992) و810 (1993)، أيد المجلس الخمسة ملايين كمبودي الذين سجلوا للتصويت على الرغم من العنف والترهيب، وناقش بمزيد من التفصيل الاستعدادات للانتخابات المقبلة.
بالموافقة على تقرير الأمين العام بطرس بطرس غالي، أعرب المجلس عن دعمه للاستعدادات التي تقوم بها سلطة الأمم المتحدة الانتقالية في كمبوديا، وطالب جميع الأطراف بالالتزام باتفاقيات باريس والتعاون مع السلطة الانتقالية. كما أدان عدم التعاون مع اتفاقيات باريس والتدخل والاعتداءات على أفراد السلطة الانتقالية، معربًا عن دعمه للإجراءات الأخيرة المتخذة لحماية أفرادها.
وقدم المجلس الدعم لجهود السلطة الانتقالية في الاستعداد للانتخابات، ودعاها إلى ضمان بيئة سياسية محايدة مواتية لإجراء انتخابات حرة ونزيهة، وإعلن المجلس عزمه على المصادقة على نتائج الانتخابات بشرط أن تكون حرة ونزيهة. كما حذر القرار من أن عدم امتثال أي من الأطراف لالتزاماتها سيؤدي إلى اتخاذ المزيد من الإجراءات من المجلس، مدركين أنهم يتحملون المسؤولية الكاملة عن تنفيذ اتفاقيات باريس.
واختتم القرار بالطلب من الأمين العام تقديم تقرير عن إجراء الانتخابات ونتائجها، وسلوك الأطراف وأي تدابير جديدة إذا لزم الأمر لضمان امتثال الأطراف.

## روابط خارجية
- نص القرار في undocs.org